# Tremolit
Tremolit (Hoffner, 1790), chemický vzorec Ca2Mg5[OH|Si4O11]2, je jednoklonný minerál ze skupiny klinoamfibolů.

## Morfologie
Tvoří krystaly až 20 cm dlouhé, zrnité masy, pseudomorfózy a lemy kolem zrn amfibolů a pyroxenů, porfyroblasty, vějířovité a snopkovité radiálně paprsčité agregáty, také azbestovité až vatovité útvary (byssolit) a celistvé masy (nefrit).
Krystaly tremolitu jsou jehlicovité až sloupcovité, protažené podle osy c, bývají uspořádány rovnoběžně. Vzácněji jsou nacházeny krátce prizmatické nebo široce tabulkovité krystaly, ukončení krystalů bývá vzácné, také skeletovité krystaly. Na plochách tvaru m{110} bývá poměrně časté rýhování, způsobené kombinací tvarů {110} a {−1.1.0}. Dvojčata podle (100) bývají jednoduchá nebo polysyntetická.
Na krystalech byly zjištěny tvary b {010}, a {100}, e {130}, m {110}, n {310}, z {021}, t {−2.0.1}, v {131}, i {−1.3.1}, r {−1.1.1}.

## Vlastnosti
- Fyzikální vlastnosti: Má dokonalou štěpnost podle {110}, štěpné plochy svírají úhel 55°36´; někdy je patrná dobře vyvinutá štěpnost podle {010}. Někdy je patrná odlučnost podle {100} a {−1.0.1}, křehký. T=5–6, h=2,95–3,12 g/cm³
- Optické vlastnosti: Barva: bezbarvý, bílý nebo je zbarven světle šedě, zeleně, liliově; někdy je modrozelený, modrý, jasně zelený, tmavě zelený. Lesk má skelný, u azbestovitých forem hedvábný. Je průhledný až jen průsvitný.
- Chemické vlastnosti: Teoretické složení tremolitu (hydroxylový) je CaO – 13,80 %, MgO – 24,81 %, SiO2 – 59,17 %, H2O – 2,22 %. Obsah CaO kolísá obvykle v rozmezí 12–14 % (u abchazitu extrémních 16 %), MgO – obvykle 20–25 %, obsah FeO do 7 %, Fe2O3 do 3,7 5%. Před dmuchavkou se jen obtížně taví v průzračné bezbarvé sklo. V kyselinách téměř nereaguje.

## Naleziště
Tremolit se hojně vyskytuje v metamorfních a metasomatických horninách vznikajících na úkor karbonátových a ultrabazických hornin, často za spolupůsobení postmagmatických hydrotermálních roztoků podle trhlin a na kontaktech hornin různého chemického složení. Tremolit bývá zatlačován mastkem do vzniku plných pseudomorfóz; vzácněji antigoritem nebo chryzotilem, také do plných pseudomorfóz; agregáty kalcitu, slídy a křemene; skapolitem. V zóně hypergeneze zjištěno zatlačování tremolitu nontronitem.